# Wellen (Mosel)
Wellen is een plaats in de Duitse deelstaat Rijnland-Palts, en maakt deel uit van de Landkreis Trier-Saarburg. Wellen telt 828 inwoners en ligt aan de oostoever van de rivier de Moezel.

## Bestuur
De plaats is een Ortsgemeinde en maakt deel uit van de Verbandsgemeinde Konz.